# Thomas Reverdy

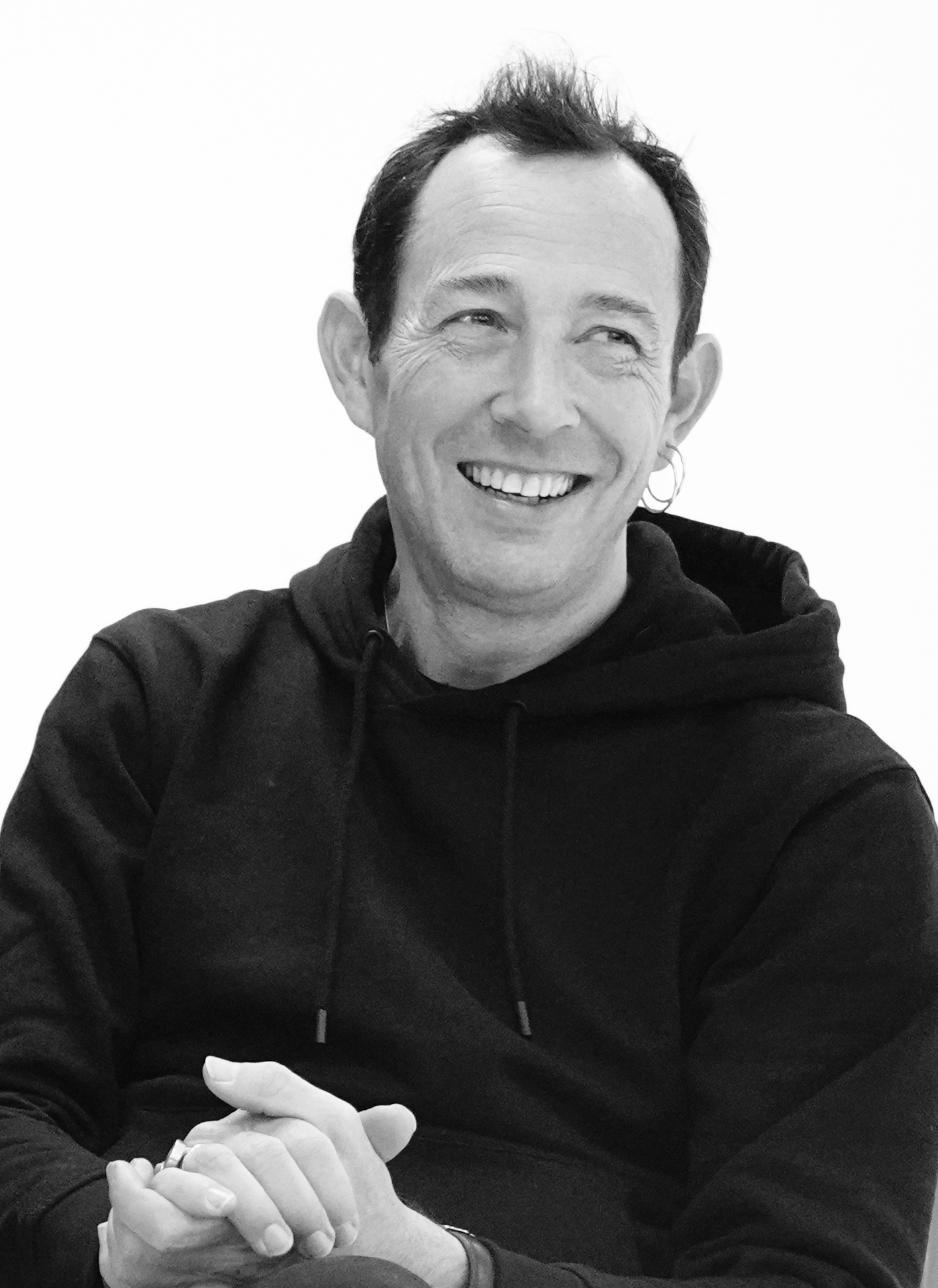
Thomas B. Reverdy (2024)

Thomas B. Reverdy (* 1974) ist ein französischer Schriftsteller. Er wurde für seine Romane mehrfach ausgezeichnet, unter anderem mit dem Prix François-Mauriac, dem Prix des Libraires und dem Prix Interallié.

## Leben
Thomas Reverdy hatte nach eigenen Worten „eine glückliche Kindheit inklusive humanistischer, aufklärerisch geprägter Erziehung“. Seine Mutter, eine Ökonomin am Conservatoire national des arts et métiers, starb, als er 19 Jahre alt war. Während seines Studiums der modernen Literatur arbeitete er an La Femelle du requin mit, einer Literaturzeitschrift der Universität Paris III. Im Jahr 2000 schloss er sein Studium ab. Anschließend wurde er Gymnasiallehrer in Seine-Saint-Denis. Er lebt in Paris.
Reverdys erste drei Romane La Montée des eaux (2003), Le Ciel pour mémoire (2005) und Les Derniers Feux (2008) bilden einen Zyklus über die Themen Erinnerung, Trauer und Freundschaft, der in erster Linie autobiografisch gespeist war. Mit dem folgenden Roman L’Envers du monde (2010), einem New-York-Roman, der vor dem Hintergrund der Terroranschläge am Ground Zero spielt, wandte er sich von der eigenen Biografie ab und dem Roman noir zu, einer Gattung des französischen Kriminalromans, der sich auch die folgenden Romane zurechnen lassen. Les Évaporés (2013) entstand in Japan, wo Reverdy von Januar bis August 2012 in der französischen Künstlerresidenz Villa Kujoyama in Kyōto arbeitete. Il était une ville (2015) handelt in Detroit vor dem Hintergrund der amerikanischen Finanzkrise.

## Die Verflüchtigten
Reverdys erster auf Deutsch übersetzter Roman Die Verflüchtigten greift das Thema der „Johatsu“ auf, Japaner, die von einem Tag auf den anderen verschwinden und eine Schattenexistenz am Rande der Gesellschaft leben, häufig aus Scham und um den Angehörigen eine soziale Schande zu ersparen. Vier Lebenslinien kreuzen sich im Roman, die des Börsenmaklers Kaze, der untertaucht, als er ins Visier der Yakuza gerät, die des jugendlichen Akainu, der nach dem Verlust seiner Familie durch den Tsunami infolge des Tōhoku-Erdbebens auf der Straße lebt, die der Japanerin Yukiko, die nach dem gescheiterten Traum einer Schauspielerin in Los Angeles nach Hause zurückkehrt, um ihren Vater zu suchen, und die des amerikanischen Privatdetektivs und Dichters Richard B., der unglücklich in Yukiko verliebt ist und Japan als ihm vollkommen fremde Kultur erlebt.
Die Figur des Richard B. ist dem amerikanischen Schriftsteller Richard Brautigan nachempfunden, der Japan mehrfach bereist hat und mit einer Japanerin verheiratet war. Seine Gedichte sind immer wieder als Gedanken der Romanfigur in den Roman montiert. Damit verschmilzt der Roman zwei Zeitebenen, jene des gegenwärtigen Japans nach der Nuklearkatastrophe von Fukushima mit dem Japan Brautigans mehr als eine Generation zuvor. Es entsteht laut Christoph Vormweg „ein Kaleidoskop provozierender, ganz unterschiedlicher Bilder eines reichen, stolzen Landes, das mit einem Schlag alle Sicherheiten verloren hat und im Zeichen der Angst lebt.“ Dem Autor gelinge dabei „vieles zugleich: spannend unterhalten, existenziell verunsichern, eine vertrackte Liebesgeschichte erzählen, ein fernes Land nahebringen, und: mit fein geschliffenen Perioden und poetisch subtilen Einwürfen literarisch überzeugen“. Brigitte Große erhielt für ihre Übersetzung den Hamburger Förderpreis für literarische Übersetzungen.

## Veröffentlichungen
- 2003: La Montée des eaux, Seuil.
- 2005: Le Ciel pour mémoire, Seuil.
- 2008: Les Derniers Feux, Seuil.
- 2008: Le Lycée de nos Rêves, Hachette Littérature (gemeinsam mit Cyril Delhay).
- 2009: Collection irraisonnée de préfaces à des livres fétiches, Intervalles, (Herausgeber, gemeinsam mit Martin Page).
- 2010: L’Envers du monde, Seuil.
- 2013: Les Évaporés, Flammarion.
  - deutsch: Die Verflüchtigten. Aus dem Französischen von Brigitte Große. Berlin Verlag, Berlin 2016, ISBN 978-3-8270-1222-7.
- 2015: Il était une ville, Flammarion.
  - deutsch: Es war einmal eine Stadt. Aus dem Französischen von Brigitte Große. Berlin Verlag, Berlin 2017, ISBN 978-3-8270-1345-3.
- 2017: Jardin colonial, Flammarion (gemeinsam mit Sylvain Venayre).
- 2018: L’Hiver du mécontentement, Flammarion.
  - deutsch: Ein englischer Winter. Aus dem Französischen von Brigitte Große. Berlin Verlag, Berlin 2021, ISBN 978-3-8270-1409-2.
- 2021: Climax. Flammarion. Interpretation: Kai Nonnenmacher: „Ende der Welt, Klimafiktion, Götterdämmerung“, über Th. Reverdy, „Climax“. Rentrée littéraire: französische Literatur der Gegenwart, 19. Oktober 2021.

## Auszeichnungen
- 2008: Prix Valery-Larbaud für Les Derniers Feux[6]
- 2011: Prix François-Mauriac für L’Envers du monde[7]
- 2013: Grand prix Thyde-Monnier de la Société des gens de lettres für Les Évaporés[8]
- 2014: Prix Joseph-Kessel für Les Évaporés[9]
- 2015: Prix Escale du livre für Il était une ville[10]
- 2016: Prix des Libraires für Il était une ville[11]
- 2018: Prix Interallié für L’Hiver du mécontentement